# Brahim Zafour
Brahim Zafour (ar. إبراهيم زافور, ur. 30 listopada 1977 w Tizi Wuzu) – algierski piłkarz grający na pozycji środkowego obrońcy.

## Kariera klubowa
Zafour pochodzi z miasta Tizi Wuzu. Karierę piłkarską rozpoczął w tamtejszym klubie Jeunesse Sportive de Kabylie. W 1998 roku zadebiutował w jego barwach w pierwszej lidze algierskiej. W 2000 roku osiągnął z Kabylie swój pierwszy sukces w karierze, gdy zdobył z nim Puchar CAF. Rozgrywki te wygrał także w dwóch kolejnych sezonach. W 2002 roku został wicemistrzem kraju, a w 2004 roku po raz pierwszy w karierze - mistrzem Algierii. Z kolei w 2005 roku wywalczył wicemistrzostwo kraju.
Latem 2005 roku Zafour przeszedł do katarskiego klubu Al-Sailiya z miasta Doha. Grał w nim przez sezon i następnie wrócił do JS Kabylie. W 2008 roku wywalczył z nim swoje drugie mistrzostwo kraju w karierze, a po tym sukcesie odszedł do innego pierwszoligowego klubu, JSM Bejaïa.

## Kariera reprezentacyjna
W reprezentacji Algierii Zafour zadebiutował 4 listopada 1998 roku w zremisowanym 0:0 towarzyskim spotkaniu z Bułgarią. W 2002 roku podczas Pucharu Narodów Afryki 2002 wystąpił w 2 meczach: z Nigerią (0:1) i z Mali (0:2). Natomiast w 2004 roku w Pucharze Narodów Afryki 2004 jako podstawowy zawodnik rozegrał 4 spotkania: z Kamerunem (1:1 i gol w 51. minucie), z Egiptem (2:1), z Zimbabwe (1:2) i ćwierćfinał z Marokiem (1:3). Od 1998 do 2005 roku rozegrał w kadrze narodowej 27 spotkań i strzelił 1 gola.